# 16-ті/5-ті Її Величності королівські улани
16ті/5ті Її Величності королівські улани (англ. 16th/5th The Queen's Royal Lancers)  — кавалерійський полк Британської армії, сформований у 1922 році в наслідку злиття 16-х та 5-х уланів. У 1993 році був об'єднаний з 17-ми/21-ми уланами у Королівські Її Величності улани.

## Історія
Другу світову війну полк діяв у складі 26-ї бронетанкової бригади 6-ї бронетанкової дивізії. В 1942—1943 рр. полк воював у північній Африці, в 1944—45 рр. — в Італії, в останній період війни в деяких акціях використовувався як спішена піхота. Війну закінчив на території Австрії.
У 1947 р. принцеса Єлізавета стала патроном полку і після її вступу на трон полк у 1954 р. було перейменовано на 16-й/5-й королівських лансьєрів (уланів) полк королеви.
У післявоєнні роки полк переважно був дислокований у Німеччині, але виконував завдання і в Північній Ірландії, Кіпрі, Адені та Гонгконзі. У цей час він використовувався як розвідувальна частина. Під час Війни в затоці діяв у складі 1 бронетанкової дивізії.
В 1993 р. в ході скорочення збройних сил Великої Британії був з'єднаний з 17-м/21-м полком лансьєрів (уланів) до Королівських лансьєрів (уланів) полку королеви.